# Perisoreus
Perisoreus is een geslacht van zangvogels uit de familie kraaien (Corvidae).

## Soorten
Het geslacht kent de volgende soorten:
- Perisoreus canadensis – Canadese taigagaai
- Perisoreus infaustus – Taigagaai
- Perisoreus internigrans – Roetgaai